# Diffusion élastique de rayonnement
La diffusion élastique de rayonnement est un des effets sur le rayonnement d'un matériau qu'il traverse. Il constitue une technique de mesure physique permettant d'accéder à certaines propriétés structurales de la matière condensée (liquides, solides) : la diffusion statique (ou élastique) de la lumière (SLS).

## Principes généraux

### Diffusion élastique d'une onde plane, longueur de diffusion

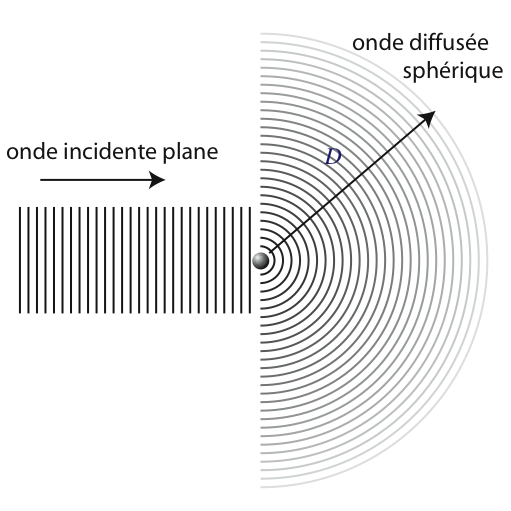
Diffusion par un atome.

Lors d'une expérience de diffusion de rayonnement, une onde plane incidente {\displaystyle \psi _{i}} de vecteur d'onde {\displaystyle \mathbf {k_{i}} }, (par exemple un faisceau monochromatique de lumière, de rayons X ou de neutrons) éclaire un échantillon. En rencontrant un atome, une partie de cette onde diffuse dans toutes les directions : l'onde diffusée, {\displaystyle \psi _{d}}, est une onde sphérique et son amplitude varie comme l'inverse de la distance {\displaystyle D} au centre diffuseur. L'amplitude de l'onde diffusée s'écrit donc :
{\displaystyle \|\psi _{d}\|={\frac {b}{D}}\|\psi _{i}\|.}
La grandeur {\displaystyle b} est appelée « longueur de diffusion » et représente la taille de l'atome vue par le rayonnement.
Dans l'hypothèse d'une diffusion élastique, l'onde incidente (de vecteur d'onde {\displaystyle \mathbf {k_{i}} }) et l'onde diffusée (de vecteur d'onde {\displaystyle \mathbf {k_{d}} }) ont la même longueur d'onde {\displaystyle \lambda }. Les deux vecteurs d'onde ont la même norme :
{\displaystyle k_{D}=k_{i}={\frac {2\pi }{\lambda }}.}

### Interférences

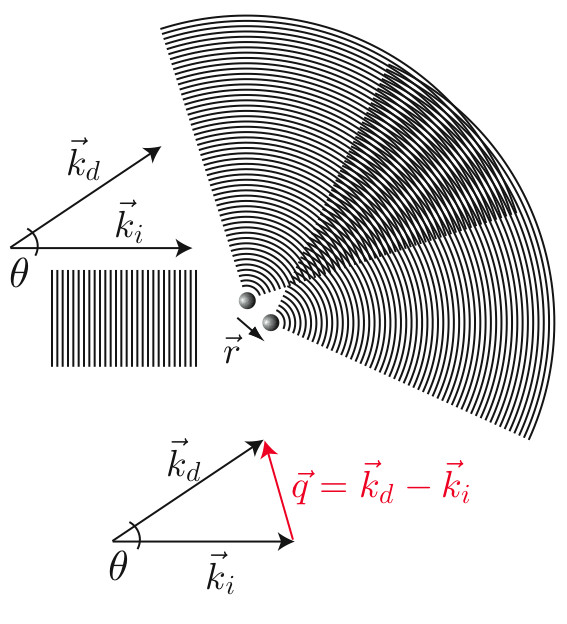
Interférences et vecteur de diffusion.

Les ondes diffusées par plusieurs atomes interfèrent.
L'onde mesurée selon un angle {\displaystyle \theta }, auquel correspond un vecteur d'onde {\displaystyle \mathbf {k_{d}} }, résulte de ces interférences. Elles se calculent par les différences de marche des ondes et s'expriment en fonction du vecteur de diffusion :
{\displaystyle \mathbf {q} ={\mathbf {k_{d}} }-{\mathbf {k_{i}} }}
ayant pour norme :
{\displaystyle q={\frac {4\pi }{\lambda }}\sin \left({\frac {\theta }{2}}\right).}
Si {\displaystyle \psi (0)} est l'onde diffusée par un atome pris pour origine, l'onde diffusée par l'atome situé en un lieu {\displaystyle \mathbf {r} } est décalée (déphasée) du produit scalaire {\displaystyle \mathbf {q} \cdot \mathbf {r} } :
{\displaystyle \psi (\mathbf {q} ,\mathbf {r} )=\psi (0)\cdot e^{i\mathbf {q} \cdot \mathbf {r} }.}
L'onde {\displaystyle \psi _{d}} résultant de la diffusion de tous les atomes {\displaystyle a} de l'échantillon est la somme des ondes {\displaystyle \psi _{a}} diffusées par chacun :
{\displaystyle \psi _{d}(\mathbf {q} )=\sum \limits _{a}\psi (\mathbf {q} ,\mathbf {r} _{a})={\frac {\psi _{i}}{D}}\times \sum \limits _{a}{b_{a}\cdot e^{i\mathbf {q} \cdot \mathbf {r} _{a}}}.}
Plutôt que de considérer les atomes, il est possible d'écrire la même expression pour les éléments de volume de l'échantillon de volume total {\displaystyle V}. La longueur de diffusion {\displaystyle b(\mathbf {r} )} d'un élément de volume {\displaystyle v} supposé très petit situé en {\displaystyle \mathbf {r} } est la somme des longueurs de diffusion de tous ses atomes :
{\displaystyle b(\mathbf {r} )=v\times {\tilde {b}}(\mathbf {r} ).}
La grandeur {\displaystyle {\tilde {b}}(\mathbf {r} )} est la densité de longueur de diffusion (longueur de diffusion par unité de volume), c'est-à-dire la densité de cet élément de volume « vue » par le rayonnement. L'équation précédente devient :
{\displaystyle \psi _{d}(\mathbf {q} )={\frac {\psi _{i}}{D}}\times \sum \limits ^{V/v}{{b}(\mathbf {r} )\cdot e^{i\mathbf {q} \cdot \mathbf {r} }}.}
{\displaystyle \psi _{d}} apparaît donc comme la décomposition en série de Fourier de la longueur de diffusion {\displaystyle {b}(\mathbf {r} )} de l'échantillon.

### Intensité diffusée
Un détecteur ne mesure pas directement l'onde diffusée mais son intensité qui est sa norme au carré :
{\displaystyle I(\mathbf {q} )=\psi (\mathbf {q} )\psi ^{*}(\mathbf {q} )=\|\psi (\mathbf {q} )\|^{2}.}
En remplaçant la somme discrète de l'équation de {\displaystyle \psi _{d}(\mathbf {q} )} par une intégrale, on obtient que l'intensité diffusée est égale au carré du module de la transformée de Fourier (notée {\displaystyle TF}) de {\displaystyle {\tilde {b}}(\mathbf {r} )} (ou densité spectrale de puissance) :
{\displaystyle I(\mathbf {q} )={\frac {\psi _{i}^{2}}{D^{2}}}\times {S}(\mathbf {q} )}
avec
{\displaystyle {S}(\mathbf {q} )=\left\|{TF\left({{\tilde {b}}(\mathbf {r} )}\right)}\right\|^{2}.}
La grandeur {\displaystyle {S}(\mathbf {q} )}, homogène à une aire, est appelée « section efficace différentielle » de diffusion de l'échantillon. On peut l'exprimer en faisant intervenir la fonction d'autocorrélation de {\displaystyle {\tilde {b}}(\mathbf {r} )} :
{\displaystyle S(\mathbf {q} )=V\times TF(<{\tilde {b}}(0)\cdot {\tilde {b}}(\mathbf {r} )>)}
où {\displaystyle V} est le volume de l'échantillon. Dans cette expression, les crochets représentent la moyenne sur toutes les origines O et sur tous les états microscopiques possibles par lesquels passe l’échantillon.
Le vecteur {\displaystyle \mathbf {q} } qui permet de superposer des figures d'interférence obtenues à des angles ou à des longueurs d'onde différents est donc la variable conjuguée de {\displaystyle \mathbf {r} }. Sa norme est homogène à l'inverse d'une longueur qui représente l'échelle à laquelle est observé l'échantillon.

### Un milieu homogène ne diffuse pas
Un milieu homogène correspond à {\displaystyle {\tilde {b}}(\mathbf {r} )=Cst}. En effectuant la transformée de Fourier, on montre que l'intensité diffusée par un tel milieu est nulle sauf à {\displaystyle \mathbf {q} =0}. Cela correspond à un angle de diffusion nul pour lequel l'onde diffusée et celle transmise à travers l'échantillon sans avoir interagi avec ses atomes se confondent et sont indiscernables. Dans la pratique, un milieu homogène ne diffuse pas.

### Différence entre diffusion et diffraction
Un milieu homogène est une vue de l'esprit, il existe toujours une échelle spatiale à laquelle des hétérogénéités existent. Par exemple, un cristal parfait observé à l'échelle atomique (grand {\displaystyle \mathbf {q} }) n'est plus homogène. Traditionnellement, la diffusion de rayonnement à cette échelle est appelée diffraction (voir les articles diffraction de rayons X, diffraction de neutrons et diffraction des électrons).
Le terme « diffusion » concerne des échelles plus grandes comprises entre {\displaystyle q=0} et l'inverse de la distance interatomique (typiquement 1 Å−1). Pour des rayonnements de relativement faible longueur d'onde (rayons X, neutrons thermiques et chauds), ces échelles d'observation correspondent à des petits angles de diffusion (quelques degrés). D'où le terme de diffusion aux petits angles (en) souvent employé (voir par exemple l'article diffusion des rayons X aux petits angles).

### Les hétérogénéités responsables de la diffusion
L'intensité diffusée par un échantillon est uniquement due aux variations temporelles ou spatiales de sa densité de longueur de diffusion.

#### Diffusion et fluctuations: exemple du gaz parfait
On considère un échantillon constitué d'une seule sorte de diffuseur élémentaire (une seule sorte d'atome par exemple). Pour fixer les idées, on peut imaginer un gaz mais l'argumentation reste valable pour un liquide ou un solide.
Pour un gaz, du fait de l'agitation thermique, chaque élément de volume est susceptible de contenir un atome à un instant donné puis aucun l'instant d'après. La densité de longueur de diffusion d'un élément de volume donné fluctue autour d'une valeur moyenne notée {\displaystyle <{\tilde {b}}>}. Si les atomes du gaz ont une densité de longueur de diffusion {\displaystyle {\tilde {b}}} et qu'ils occupent en moyenne sur tout l'échantillon la fraction volumique {\displaystyle <\phi >}, alors {\displaystyle <{\tilde {b}}>={\tilde {b}}<\phi >}. La fonction d'autocorrélation de la densité de longueur de diffusion s'écrit :
{\displaystyle <{\tilde {b}}(0)\cdot {\tilde {b}}(\mathbf {r} )>={\tilde {b}}<\phi (0)\cdot \phi (\mathbf {r} )>}
où {\displaystyle \phi (\mathbf {r} )} vaut 1 si l'objet est présent en {\displaystyle \mathbf {r} } et 0 sinon.
Pour un élément de volume situé en {\displaystyle \mathbf {r} }, l'écart à la densité moyenne, noté {\displaystyle \Delta \phi (\mathbf {r} )=\phi (\mathbf {r} )-<\phi >}, est nul en moyenne. Ainsi dans le produit {\displaystyle \phi (0)\cdot \phi (\mathbf {r} )}, les termes croisés {\displaystyle <\phi >\cdot \Delta \phi } sont nuls en moyenne. La fonction {\displaystyle <\phi (0)\cdot \phi (\mathbf {r} )>} peut donc s'écrire comme la somme de deux termes :
{\displaystyle <\phi (0)\cdot \phi (\mathbf {r} )>=<\phi >^{2}+<\Delta \phi (0)\cdot \Delta \phi (\mathbf {r} )>}
Le premier terme correspond à la diffusion par un milieu homogène de densité de longueur de diffusion {\displaystyle {\tilde {b}}<\phi >}. Sa contribution est nulle.
Finalement la mesure n'est sensible qu'aux fluctuations autour de la moyenne :
{\displaystyle S(\mathbf {q} )={\tilde {b}}^{2}V\times TF(<\Delta \phi (0)\cdot \Delta \phi (\mathbf {r} )>).}
Pour un gaz parfait, la fonction d'autocorrélation des fluctuations de densité est nulle sauf pour {\displaystyle r=0}. Si les atomes sont très petits par rapport à l'échelle d'observation ({\displaystyle q\to 0}), la fonction d'autocorrélation des fluctuations peut s'écrire
{\displaystyle <\Delta \phi (0)\cdot \Delta \phi (\mathbf {r} )>=<\Delta \phi ^{2}>\delta (r/a)}
où {\displaystyle <\Delta \phi ^{2}>} est la variance des fluctuations de densité de l'élément de volume {\displaystyle v=a^{3}} et {\displaystyle a} la taille d'un atome ou d'une molécule du gaz. {\displaystyle \delta } est la fonction delta de Dirac. Par transformée de Fourier, on obtient :
{\displaystyle S(\mathbf {q} )={\tilde {b}}^{2}Vv<\Delta \phi ^{2}>.}
La variance {\displaystyle <\Delta \phi ^{2}>} est directement reliée à la compressibilité isotherme {\displaystyle \chi _{T}} du gaz :
{\displaystyle \chi _{T}={\frac {v}{kT}}\times {\frac {<\Delta \phi ^{2}>}{<\phi >^{2}}}.}
On obtient le résultat général :
{\displaystyle S(\mathbf {q} )={\tilde {b}}^{2}V<\phi >^{2}kT\chi _{T}}
où {\displaystyle kT} est l'énergie thermique. Pour un gaz parfait, {\displaystyle kT\chi _{T}=kT/P=V/n}. Par ailleurs et par définition {\displaystyle \phi =nv/V}, d'où :
{\displaystyle S(\mathbf {q} )={\tilde {b}}^{2}v^{2}n=b^{2}n.}
La section efficace différentielle de diffusion est indépendante du vecteur de diffusion (les fluctuations de la densité {\displaystyle \phi } sont l'équivalent d'un bruit blanc) et correspond à la somme des sections efficaces des {\displaystyle n} atomes du volume de l'échantillon.

#### Diffusion incohérente et cohérente
Dans le cas d'un gaz parfait, il n'existe aucune corrélation entre les fluctuations de la densité du gaz en un lieu {\displaystyle \mathbf {r} } et celles à l'origine. Plus exactement ces corrélations sont négligeables dès que {\displaystyle \mathbf {r} } est plus grand que la longueur de corrélation {\displaystyle \xi } des fluctuations de la densité de longueur de diffusion {\displaystyle {\tilde {b}}(\mathbf {r} )} (qui est très petite et égale à la taille {\displaystyle a} d'un atome dans le cas d'un gaz parfait). Les ondes diffusées par deux éléments de volume distants de {\displaystyle \mathbf {r} >\xi } sont indépendantes et n'ont aucune cohérence de phase. Leurs intensités s'ajoutent. On parle de diffusion incohérente.
Inversement, lorsque les fluctuations sont corrélées ({\displaystyle \mathbf {r} <\xi }), les ondes sont diffusées avec une cohérence de phase qui fait qu'elles s'ajoutent. On parle alors de diffusion cohérente. C'est par exemple le cas de la diffraction par un cristal.

#### Mélange solvant-soluté
On considère une solution constituée d'un soluté de densité de longueur de diffusion {\displaystyle {\tilde {b}}_{1}} dans un solvant de longueur de diffusion {\displaystyle {\tilde {b}}_{0}}.
Si le soluté occupe une fraction volumique moyenne {\displaystyle \phi } et le solvant la fraction {\displaystyle (1-\phi )} complémentaire, alors la densité de longueur de diffusion moyenne est {\displaystyle {\tilde {b}}=\phi {\tilde {b}}_{1}+(1-\phi ){\tilde {b}}_{0}=({\tilde {b}}_{1}-{\tilde {b}}_{0})\phi +{\tilde {b}}_{0}}.
Par contre, en un lieu particulier {\displaystyle \mathbf {r} }, elle peut être différente mais pourra toujours s'écrire de la façon suivante si le solvant est incompressible :
{\displaystyle {\tilde {b}}(\mathbf {r} )=({\tilde {b}}_{1}-{\tilde {b}}_{0})\phi (\mathbf {r} )+{\tilde {b}}_{0}.}
La transformée de Fourier de {\displaystyle {\tilde {b}}(\mathbf {r} )} est donc la somme de deux termes. Le terme constant égal à {\displaystyle {\tilde {b}}_{0}} ne contribue pas à l'intensité diffusée. On obtient pour la section efficace :
{\displaystyle {S}(\mathbf {q} )=({\tilde {b}}_{1}-{\tilde {b}}_{0})^{2}\times \left\|{TF\left({\phi (\mathbf {r} )}\right)}\right\|^{2}.}
Si la solution est constituée de petites molécules par rapport à l'échelle d'observation, le calcul du paragraphe précédent pourra être repris pour obtenir la fonction de d'autocorrélation de {\displaystyle \phi (r)}. Elle fera intervenir la compressibilité osmotique de la solution. Seul change le facteur {\displaystyle ({\tilde {b}}_{1}-{\tilde {b}}_{0})^{2}} qui est appelé « contraste » entre le soluté et le solvant.

#### Objets, facteur de forme
Du point de vue de la diffusion de rayonnement, un objet peut être défini comme un volume connexe d'une densité de longueur de diffusion {\displaystyle {\tilde {b}}_{1}} particulière au sein d'un milieu d'une autre densité {\displaystyle {\tilde {b}}_{0}}. C'est par exemple une macromolécule, un polymère ou une nanoparticule dans un solvant, mais cette définition englobe le cas d'un trou (absence de matière) dans un matériau poreux.
Lorsque la concentration des objets est assez faible pour que leur interdistance moyenne soit supérieure à l'échelle d'observation ({\displaystyle 1/q}), les interférences dues aux ondes diffusées par des objets différents deviennent négligeables : à la limite, on peut concevoir de n'avoir qu'un seul objet. Pour une population ainsi diluée de {\displaystyle n} objets, chacun contribue de façon propre à l'intensité diffusée qui est la somme de {\displaystyle n} termes identiques :
{\displaystyle {S}(\mathbf {q} )=n\times ({\tilde {b}}_{1}-{\tilde {b}}_{0})^{2}\times \left\|{TF\left({\phi _{1}(\mathbf {r} )}\right)}\right\|^{2}}
où {\displaystyle \phi _{1}} désigne la fraction volumique d'un objet.
À {\displaystyle q=0}, {\displaystyle TF\left({\phi _{1}(\mathbf {r} )}\right)=v_{1}}, où {\displaystyle v_{1}} est le volume d'un objet. On appelle « facteur de forme » la grandeur normalisée :
{\displaystyle P(\mathbf {q} )={\frac {\left\|{TF\left({\phi _{1}(\mathbf {r} )}\right)}\right\|^{2}}{v_{1}^{2}}}}
telle que {\displaystyle P(0)=1}. {\displaystyle P(\mathbf {q} )} caractérise un objet unique. L'intensité diffusée s'écrit :
{\displaystyle {S}(\mathbf {q} )=n\times ({\tilde {b}}_{1}-{\tilde {b}}_{0})^{2}\times v_{1}^{2}\times P(\mathbf {q} ).}

## Facteur de forme
Très souvent, l'information clé à laquelle l'expérimentateur souhaite accéder concerne la structure ou la conformation des objets constituant l'échantillon étudié. Cette information est contenue dans le facteur de forme.

### Objets à symétrie sphérique
La fonction {\displaystyle \phi _{1}}, qui décrit la façon dont la matière est répartie dans l'objet, n'est fonction que de la distance {\displaystyle r} au centre de masse. Par ailleurs, à chaque vecteur {\displaystyle \mathbf {r} } lui correspond son opposé, la transformée de Fourier de {\displaystyle \phi (\mathbf {r} )} ne fait donc intervenir que la partie réelle {\displaystyle \cos(\mathbf {q} \cdot \mathbf {r} )}.
{\displaystyle {\begin{array}{rcl}TF(\phi _{1}(\mathbf {r} ))&=&\displaystyle {\int _{V}d\mathbf {r} \phi _{1}(\mathbf {r} )e^{i\mathbf {q} \cdot \mathbf {r} }=\int _{V}d\mathbf {r} \phi _{1}(\mathbf {r} )\cos(\mathbf {q} \cdot \mathbf {r} )}\\[2ex]~&=&\displaystyle {\int _{0}^{\infty }dr4\pi r^{2}\phi _{1}(r)\int _{0}^{\pi /2}\cos(qr\cos(\varphi ))\sin(\varphi )d\varphi }\\[2ex]~&=&\displaystyle {\int _{0}^{\infty }dr4\pi r^{2}\phi _{1}(r){\frac {\sin(qr)}{qr}}}\end{array}}}
d'où pour le facteur de forme :
{\displaystyle P(q)=\left({\frac {\displaystyle \int _{0}^{\infty }dr4\pi r^{2}\phi _{1}(r){\frac {\sin(qr)}{qr}}}{\displaystyle \int _{0}^{\infty }dr4\pi r^{2}\phi _{1}(r)}}\right)^{2}.}
Il faut souligner que {\displaystyle qr} désigne le produit des normes des vecteurs {\displaystyle \mathbf {q} } et {\displaystyle \mathbf {r} } et non leur produit scalaire.
Pour une sphère de rayon {\displaystyle R}, on obtient :
{\displaystyle P(q)=\left({\frac {\sin(qR)}{qR}}\right)^{2}.}

### Objets ayant des orientations aléatoires
Dans certains cas, par exemple pour une solution de macromolécules, les objets sont libres de tourner autour de leur centre de masse. Le facteur de forme mesuré est une moyenne sur toutes les orientations possibles d'un objet par rapport au vecteur {\displaystyle \mathbf {q} }. Cette moyenne confère à la fonction {\displaystyle \phi _{1}} des propriétés de symétrie sphérique qui nous permettent de l'exprimer en fonction de la distance {\displaystyle r} au centre de masse. Le facteur de forme est alors identique à celui de l'équation précédente.

### Rayon de giration
Dans le cas où les objets ont en moyenne une symétrie sphérique (cf. les deux cas précédents), le développement limité
{\displaystyle \left.{\frac {\sin(qr)}{qr}}\right|_{qr\ll 1}=1-(qr)^{2}/6+\cdots }
utilisé dans l'expression du facteur de forme donne :
{\displaystyle {\begin{array}{rcl}\displaystyle P(q)=1-{\frac {q^{2}}{3}}R_{g}^{2}+\cdots &{\textrm {avec}}&\quad R_{g}^{2}={\frac {\displaystyle \int _{0}^{\infty }4\pi r^{2}\phi (r)r^{2}dr}{\displaystyle \int _{0}^{\infty }4\pi r^{2}\phi (r)dr}}\end{array}}.}
Le domaine de vecteur de diffusion pour lequel la condition {\displaystyle qr\ll 1} est vérifiée pour tous les points de l'objet est appelé « domaine de Guinier ».
La grandeur {\displaystyle R_{g}} a la dimension d'une longueur. C'est la moyenne quadratique des distances au centre de masse de l'objet. C'est le rayon de la sphère ayant le même moment d'inertie que l'objet. Ce rayon « moyen » est appelé rayon de giration de l'objet.
Pour une boule de rayon {\displaystyle R} et de densité uniforme, on obtient {\displaystyle R_{g}={\sqrt {\frac {3}{5}}}R}. Pour une sphère, {\displaystyle R_{g}=R}.